# Plopu (gmina Podu Turcului)
Plopu – wieś w Rumunii, w okręgu Bacău, w gminie Podu Turcului. W 2011 roku liczyła 157 mieszkańców.